# FV Progres Frankfurt
Der FV Progres Frankfurt war ein Fußballverein aus Frankfurt am Main. Er wurde 1971 von in Frankfurt lebenden Gastarbeitern aus dem ehemaligen Jugoslawien gegründet und 1998 aufgelöst. 
1992 erreichte die Mannschaft des von Serben dominierten Vereins erstmals die Landesliga Hessen Süd und stieg zwei Jahre später sogar in die Oberliga Hessen auf. 
In der ersten Saison 1994/95 belegte man dort einen sensationellen dritten Platz, doch bereits im folgenden Spieljahr kam es zu internen Streitigkeiten, die von finanziellen Engpässen und der fehlenden Heimspielstätte – man besaß keinen eigenen Fußballplatz, sondern genoss lediglich Gastrecht bei der in Frankfurt-Niederrad beheimateten SKG Frankfurt – geprägt waren. In deren Folge fiel die Mannschaft auseinander und stieg in die Landesliga ab. 
Das Aus für den Verein kam, als der Hessische Fußball-Verband (HFV) während der Saison 1997/98 festlegte, dass alle oberhalb der Bezirksoberliga spielenden Vereine mindestens zwei Jugendmannschaften zum Spielbetrieb angemeldet haben müssten. Zur Saison 1998/99 wurde der FV Progres deswegen in die Bezirksoberliga herabgestuft, woraufhin die Mannschaft auseinanderfiel und sich der Verein noch vor Beginn der Saison auflöste.

## Trainer
- Dragoslav Stepanović (1982–1985)
- Milovan Rajevac (1996–1998)